# Стала Гельфонда–Шнайдера
Не плутати з константою Гельфонда
Стала Гельфонда–Шнайдера або число Гільберта дорівнює двійці у степені квадратного кореня з двох:
{\displaystyle 2^{\sqrt {2}}=2{,}6651441426902251886502972498731\ldots }
Трансцендентність цього числа була доведена Р.О. Кузьміним у 1930 році.
У 1934 році Олександр Гельфонд і Теодор Шнайдер незалежно один від одного довели більш загальну теорему Гельфонда–Шнайдера, яка вирішила частину сьомої проблеми Гільберта, описаної нижче.

## Властивості
Квадратний корінь зі сталої Гельфонда–Шнайдера є трансцендентним числом:
{\displaystyle {\sqrt {2^{\sqrt {2}}}}={\sqrt {2}}^{\sqrt {2}}=1{,}63252691943815284477\ldots \,.}
Цю ж саму сталу можна використати для доведення, що ``ірраціональна степінь ірраціонального числа може бути раціональним числом, навіть без попереднього доведення трансцендентності {\displaystyle 2^{\sqrt {2}}}. Доведення наступне: або число {\displaystyle {\sqrt {2}}^{\sqrt {2}}} є раціональним, що доводить теорему, або воно є ірраціональним (як виявляється), і тоді число
{\displaystyle \left({\sqrt {2}}^{\sqrt {2}}\right)^{\sqrt {2}}={\sqrt {2}}^{{\sqrt {2}}\times {\sqrt {2}}}={\sqrt {2}}^{2}=2}
є ірраціональним числом в ірраціональному степені, а отже, є раціональним, що й доводить теорему.
Доведення не є конструктивним, оскільки не вказує, який із двох випадків вірний, але воно набагато простіше, ніж доведення Р. Кузьміна.

## Сьома проблема Гільберта
Частина сьомої з двадцяти трьох проблем Гільберта, поставлених у 1900 році, полягала в тому, щоб довести або знайти контрприклад до твердження, що вираз {\displaystyle a^{b}} завжди є трансцендентним для алгебраїчної сталої {\displaystyle a\neq 0,1} та ірраціональної алгебраїчної сталої {\displaystyle a^{b}}. У своїй промові він навів два явних приклади, один із яких — стала Гельфонда–Шнайдера {\displaystyle 2^{\sqrt {2}}}.
У 1919 році він прочитав лекцію з теорії чисел і розповів про три припущення: гіпотезу Рімана, останню теорему Ферма та трансцендентність {\displaystyle 2^{\sqrt {2}}}. Він зазначив аудиторії, що не сподівався, що хтось із присутніх у залі проживе достатньо довго, щоб побачити доведення цього результату. Але доказ трансцендентності цього числа був опублікований Р. Кузьміним у 1930 році, ще за життя Д. Гільберта. А саме, Р. Кузьмін довів випадок, коли показник степеня {\displaystyle b} є дійсним квадратичним ірраціональним числом, який пізніше був розширений до довільного алгебраїчного ірраціонального числа {\displaystyle b} Гельфондом і Шнайдером.

## Додаткова література
- Ribenboim, Paulo (2000). My Numbers, My Friends: Popular Lectures on Number Theory. Universitext. Springer-Verlag. ISBN 0-387-98911-0. Zbl 0947.11001.
- Tijdeman, Robert (1976). On the Gel'fond–Baker method and its applications. У Felix E. Browder (ред.). Mathematical Developments Arising from Hilbert Problems. Proceedings of Symposia in Pure Mathematics. Т. XXVIII.1. American Mathematical Society. с. 241—268. ISBN 0-8218-1428-1. Zbl 0341.10026.